# Rosse des Diomedes

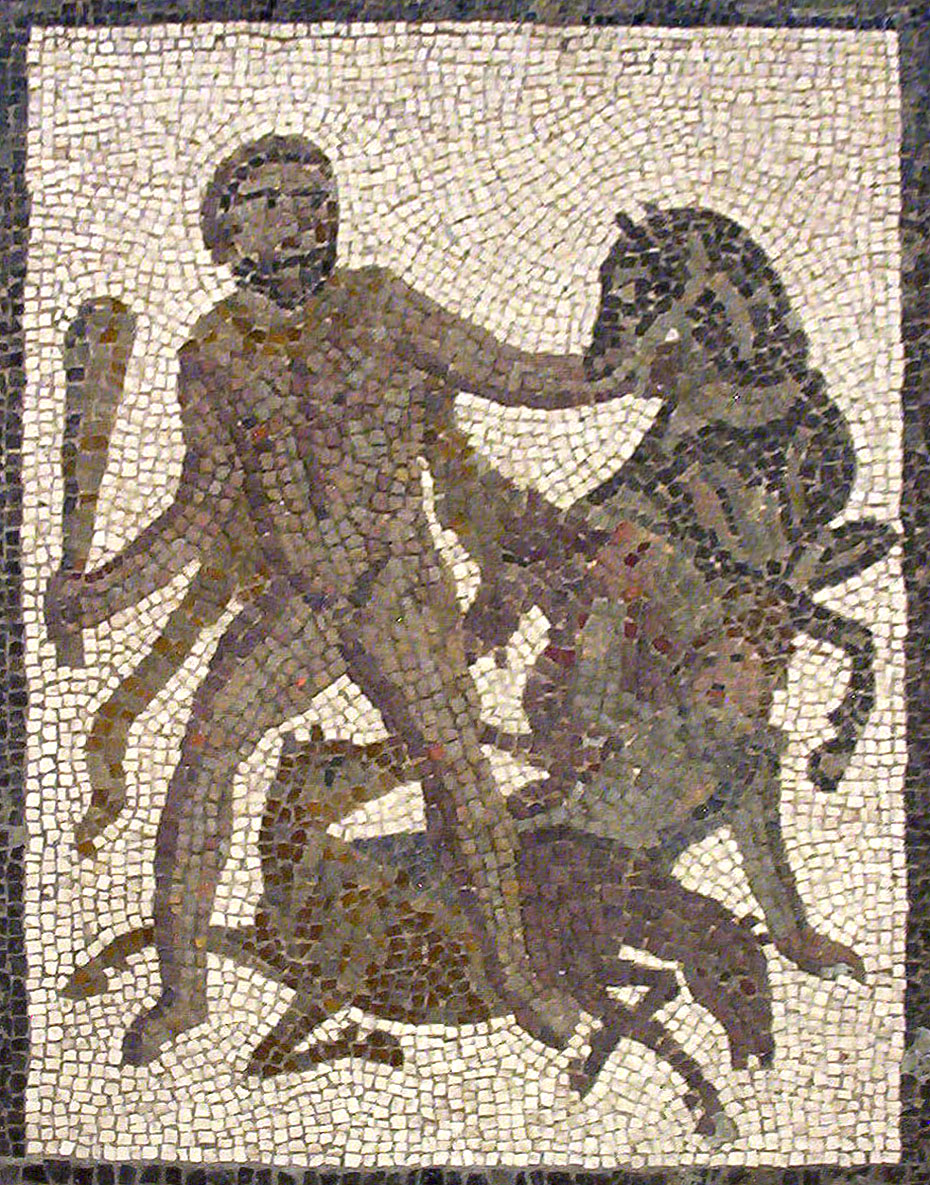
Herakles bändigt die Rosse des Diomedes, Museo Arqueológico Nacional Madrid

Die Rosse des Thrakerkönigs Diomedes (altgriechisch Διομήδους ἵπποι Diomḗdous híppoi) sind (vier) Pferdebestien der griechischen Mythologie.

## Mythos
Die Pferde gehörten Diomedes, dem König der Bistonen, einem Sohn des Ares und der Nymphe Kyrene. Sie waren so wild, stark und ungestüm, dass sie mit ehernen Ketten an eiserne Futterkrippen angebunden wurden. Während Diodor und die Bibliotheke des Apollodor die Tiere als Stuten ansprechen, sind sie bei Hyginus männlichen Geschlechts. Ihre Namen lauten laut Hyginus Deinos (der Schreckliche), Lampon (der Glänzende), Podargos (der Schnelle) und Xanthos (der Blonde/Fahle). Ihr Futter war Menschenfleisch; wer sich in das Gebiet des Diomedes verirrte, wurde ihnen zum Fraß vorgeworfen.
Die achte Aufgabe des Herakles war es, diese Pferde zu seinem Vetter Eurystheus zu bringen. Nach Diodor warf Herakles ihnen Diomedes selbst zum Fraß vor. Nachdem sie ihren Gebieter aufgefressen hatten, wurden sie zahm, und Herakles konnte sie in Richtung Meer führen.
Nach dem Gedicht von Pindar, das in Oxyrhynchos gefunden wurde, waren die Pferde mit einer bronzenen Kette gefesselt. Herakles verfütterte den Stalldiener, den sie auffraßen, dass seine Knochen knackten. Eine Stute trug einen Oberarm weg, die andere einen Fuß, die dritte hielt den Hals und Kopf in ihren Zähnen. Nachdem die Pferde durch ihren Fraß abgelenkt waren, konnte der Held ihre Kette lösen. Eine Darstellung dieser Szene findet sich auf einem schwarzfigurigen Kantharos des Psiax, der sich heute in St. Petersburg befindet und ans Ende des 6. Jahrhunderts v. Chr. datiert wird.
Die Bistonen verfolgten Herakles, um die Ermordung ihres Königs zu rächen. Herakles ließ die Pferde bei seinem Begleiter Abderos zurück und stellte sich ihnen entgegen. Als Herakles fort war, zerfleischten diese Abderos. Nach dem Sieg über die Bistonen fand Herakles die Überreste und gründete ihm zu Ehren die Stadt Abdera. Die Rosse brachte er zu Eurystheus, der sie der Hera weihte. Diodor zufolge bestand die auf diese Stuten zurückgehende Zucht bis in die Zeit Alexanders des Großen.
Nach einer anderen Fassung wurde der Wahnsinn der Pferde durch das Wasser des Flusses Kossiniti hervorgerufen.

## Darstellungen
- Thron des Bathykles in Amyklai, nicht erhalten[14]
- Zeustempel in Olympia, 2. Metope an der Südecke, Ostseite[15]
- Schwarzfiguriger Kantharos des Psiax (Leningrad), Ende des 6. Jahrhunderts[16]